# Ioke
Ioke es un lenguaje de programación dinámico, fuertemente tipado, basado en prototipos con implementaciones para la Máquina Virtual de Java y el Common Language Runtime (CLR). Fue diseñado por Ola Bini, uno de los desarrolladores de JRuby. Es un lenguaje homoicónico, con cierto parecido al lenguaje Io.
El código de Ioke contiene documentación y pruebas unitarias.
Ioke fue anunciado el 6 de noviembre de 2008.